# Rod Harrington
Rod Harrington (Boreham, Essex, 30 december 1957) is een voormalig topdarter uit Engeland die vanwege de chique kleding die hij altijd op het podium droeg ook wel The Prince Of Style werd genoemd. 
In 1991 won hij de Winmau World Masters van Phil Taylor.
Harrington speelde met name in de jaren 1990 een voorname rol in PDC-rankings waarin hij tweemaal het World Matchplay won (1998 en 1999) en eenmaal de finale haalde van de Ladbrokes World Darts Championship (1995) die hij met 6-2 kansloos verloor van dartlegende en inmiddels zestienvoudig wereldkampioen darts Phil Taylor. 
Momenteel behoort Harrington tot de directie van de PDC en is hij de vaste dartverslaggever bij de Engelse betaalzender Sky Sports.

## Gespeelde WK-finales
- 1995: Phil Taylor - Rod Harrington 6 - 2 ('best of 11 sets')

## Resultaten op Wereldkampioenschappen

### BDO
- 1992: Kwartfinale (verloren van Mike Gregory met 2-4)
- 1993: Laatste 32 (verloren van Wayne Weening met 2-3)

### PDC
- 1994: Kwartfinale (verloren van Peter Evison met 1-4)
- 1995: Runner-up (verloren van Phil Taylor met 2-6)
- 1996: Laatste 24 (groepsfase)
- 1997: Kwartfinale (verloren van Dennis Priestley met 2-5)
- 1998: Halve finale (verloren van Phil Taylor met 2-5)
- 1999: Laatste 16 (verloren van Shayne Burgess met 1-3)
- 2000: Laatste 32 (verloren van John Lowe met 2-3)
- 2001: Halve finale (verloren van John Part met 5-6)
- 2002: Laatste 16 (verloren van Dennis Priestley met 3-6)
- 2003: Laatste 32 (verloren van Alan Warriner-Little met 2-4)

## Resultaten op de World Matchplay
- 1994: Halve finale (verloren van Dennis Priestley met 4-11)
- 1995: Laatste 32 (verloren van Jocky Wilson met 4-8)
- 1996: Kwartfinale (verloren van Dennis Priestley met 13-15)
- 1997: Halve finale (verloren van Phil Taylor met 9-13)
- 1998: Winnaar (gewonnen in de finale van Ronnie Baxter met 19-17)
- 1999: Winnaar (gewonnen in de finale van Peter Manley met 19-17)
- 2000: Kwartfinale (verloren van Richie Burnett met 13-16)
- 2001: Laatste 32 (verloren van Andy Jenkins met 7-10)
- 2002: Laatste 32 (verloren van Keith Deller met 8-10)